# Norsewood
Norsewood ist ein Dorf im Tararua District der Region Manawatū-Whanganui auf der Nordinsel von Neuseeland.

## Geographie
Die Stadt befindet sich rund 65 km nordöstlich von Palmerston North und rund 85 km südwestlich von Hastings in der Ebene des Manawatū Rivers. Im Westen der Stadt liegt die Bergketten der Ruahine Range.

## Geschichte
Norsewood wurde 1872 als Holzfällersiedlung von skandinavischen Einwanderern gegründet (372 Norweger und 11 Schweden), die am 15. September 1872 auf dem norwegischen Schiff Høvding Napier an der Ostküste der Nordinsel erreichten. Noch am selben Tag lief das englische Schiff Ballarat mit 70 dänischen Siedlern an Bord in den Hafen von Napier ein. Zusammen gründeten sie die Siedlung Norsewood, rund 17 km nordöstlich von Dannevirke, das von norwegischen und dänischen Einwanderern gegründet wurde. Am 1. Dezember 1873 brachte die Høvding erneut 389 Norweger nach Neuseeland, die die zuvor gelandeten Siedler unterstützten.

## Bevölkerung
Zum Zensus des Jahres 2013 zählte der Ort 264 Einwohner in 108 Haushalten.

## Infrastruktur
Norsewood liegt zwischen Dannevirke und Waipukurau am New Zealand State Highway 2, der östlich vom Stadtzentrum an der Stadt vorbei führt.

## Sehenswürdigkeiten
In dem Dorf gibt es ein Immigration Museum zu besichtigen, das die Geschichte der skandinavischen Siedler erzählt.